# Ahsoka Tano
Ahsoka Tano är en rollfigur i Star Wars-franchisen och förekommer i TV-serierna The Clone Wars, Rebels, The Mandalorian, The Book of Boba Fett, Tales of the Jedi, och Ahsoka. 

## Biografi
Tano upptäcktes vid 3 års ålder av jedimästare Plo Koon och godkändes som medlem i jediorden vid 14 års ålder. Hon introducerades i Star Wars: The Clone Wars där Yoda hade utsett henne att vara Anakin Skywalkers padawan, något som Skywalker ogillade till att börja med, men hon vann snart hans respekt efter att han hade sett hennes potential. Tillsammans med Skywalker tillbringade hon de kommande två åren med äventyr i klonkrigen. 
Som 16-åring beskylldes hon för att ha varit delaktig i ett bombdåd i Jeditemplet i Coruscant. Prövningarna var höga för henne och i förtvivlan rymde hon i hopp om att rentvå sitt namn, men hon tillfångatogs. Jedirådet uteslöt henne från jediorden och hon ställdes inför rätta av republiken. Skywalker som aldrig hade slutat tro på Tanos oskuld lyckades avslöja jedin Barriss Offee för att vara den skyldige till bombdådet. Tano frikändes och jedirådet lät henne åter tillhöra jediorden, ett erbjudande hon tackade nej till.
Ahsoka överlevde order 66 och anslöt sig så småningom till Rebellalliansen där hon agerade som rebellspion. I säsong två av TV-serien Rebels mötte hon sin forne mästare Darth Vader på planeten Malachor i en strid vars följder gällande Ahsokas överlevnad till en början var oklara. I sista säsongen räddades hon av Ezra Bridger som efter att ha lyckats få tillgång till det förflutna förde Ahsoka i säkerhet.

## Övrigt
2016 släpptes en roman betitlad Ahsoka, skrivet av E.K. Johnston. Romanen handlar om Ahsoka och utspelar sig mellan klonkrigen och hennes uppträdande i TV-serien Rebels. I ljudboksversionen görs berättarrösten av Ashley Eckstein.
George Lucas förklarade att Ahsoka skapades med avsikt att illustrera hur Anakin Skywalker övergick från att vara padawan i Klonerna anfaller till jediriddare i Mörkrets hämnd.